# 扎乌斯基图书馆
扎乌斯基图书馆 (波蘭語：Biblioteka Załuskich) 位于波兰华沙，由扎乌斯基兄弟两位主教建于1747年，是波兰第一座公共图书馆，也是波兰最大的图书馆，以及欧洲最早的公共图书馆之一 1794年，俄罗斯军队夺取了该图书馆的藏品，将其运至圣彼得堡。 20世纪20年代，苏维埃政府根据里加条约，将原扎乌斯基图书馆的一些藏品归还给新成立的波兰第二共和国 然而，大部分藏品在1944年10月华沙起义后被德军有意摧毁。

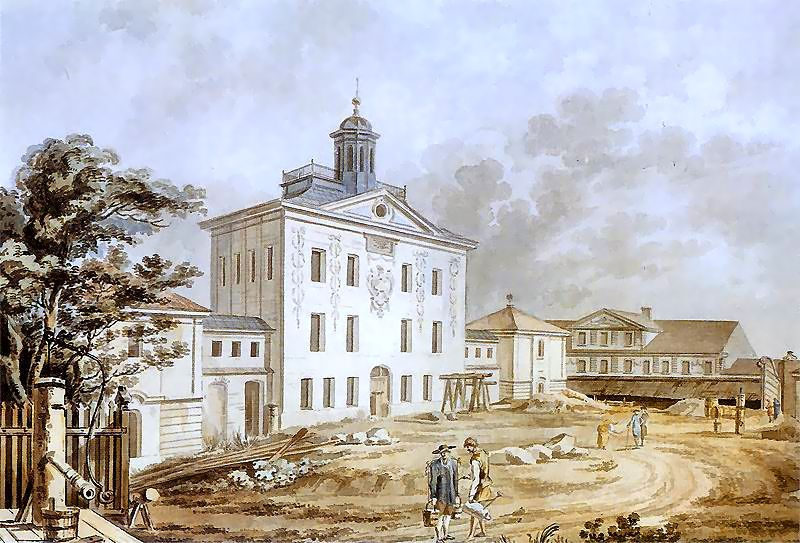
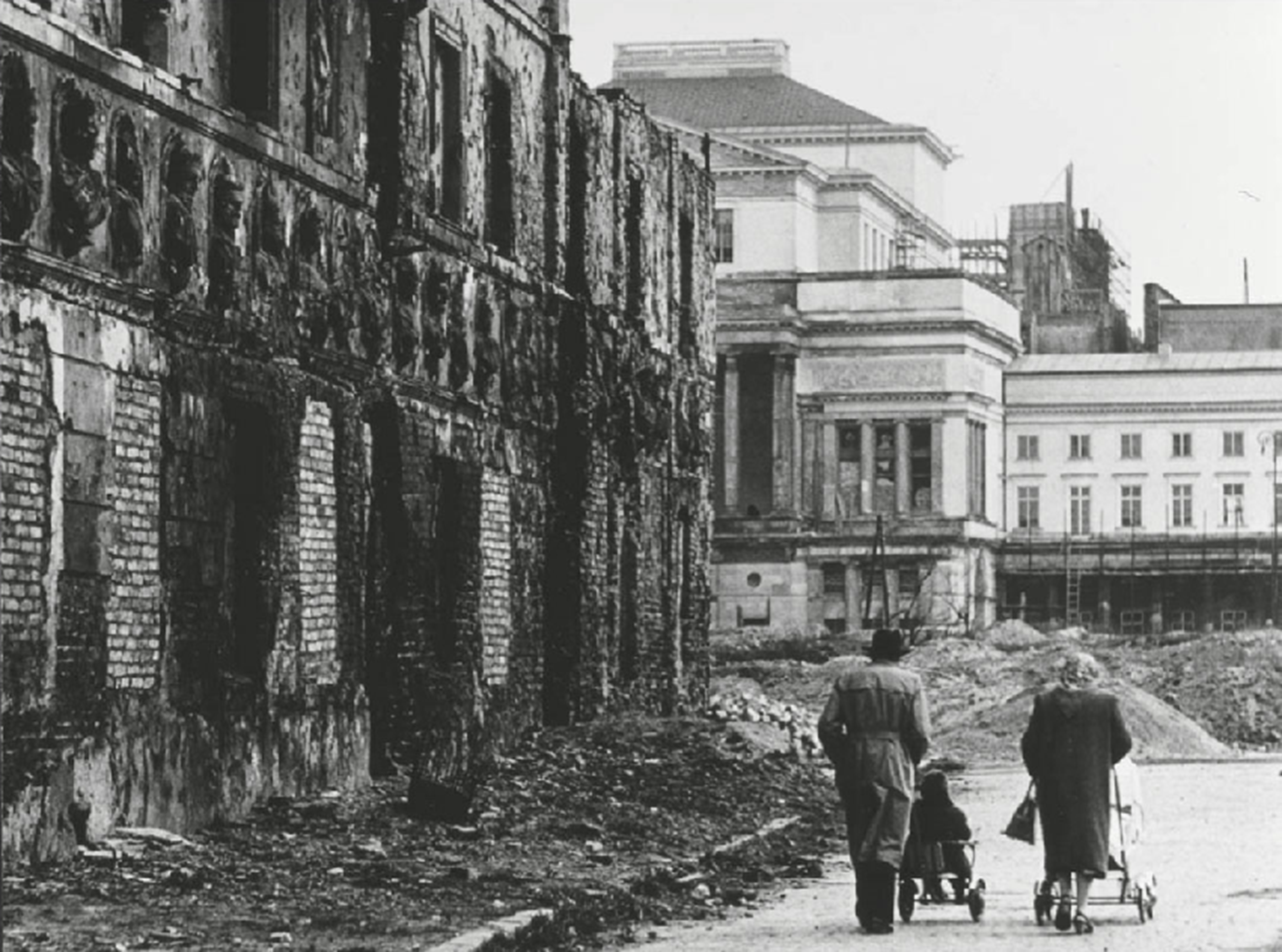
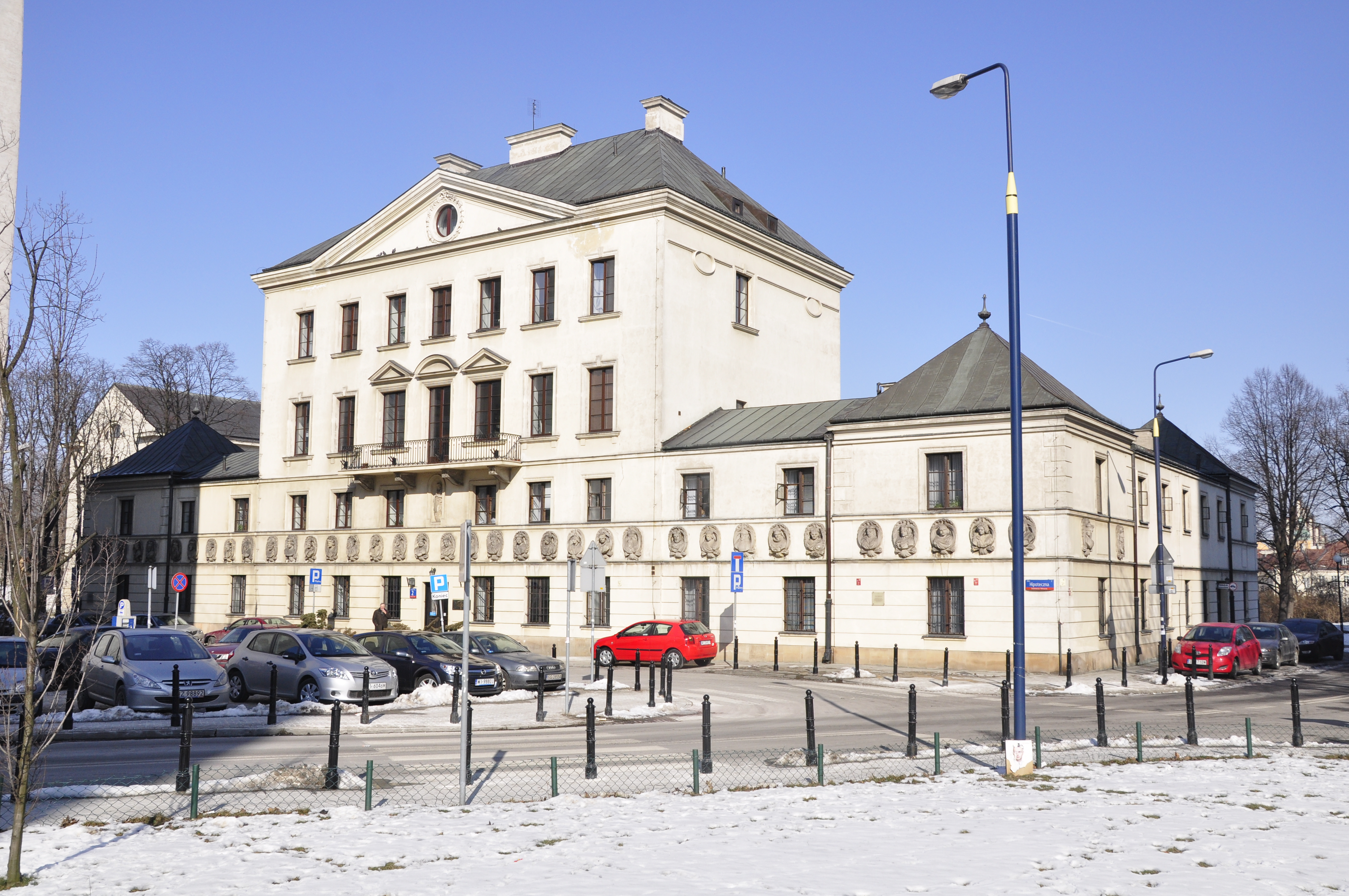